# Paul Rosbaud
Paul Rosbaud (* 18. November 1896 in Graz, Österreich-Ungarn; † 28. Jänner 1963 in London) war ein österreichischer Chemiker und wissenschaftlicher Berater für den deutschen Springer-Verlag. Unter dem Codenamen „Griffin“ (Greif) war er während des Zweiten Weltkriegs als Agent für den britischen Geheimdienst MI6 tätig. Rosbaud hatte umfangreiche Kontakte in Deutschland und lieferte dem MI6 wichtige Informationen zu Waffensystemen.

## Leben und Wirken
Rosbaud war ein Bruder des Dirigenten Hans Rosbaud.
Er diente in der österreichischen Armee im Ersten Weltkrieg zwischen 1915 und 1918. Nach dem Krieg befand er sich in britischer Gefangenschaft, wo er seine Liebe zu England entdeckte. An der Technischen Hochschule in Darmstadt studierte er ab 1920 Chemie. Seine Studien setzte er am Kaiser-Wilhelm-Institut in Berlin fort. Seine Doktorarbeit reichte er an der Technischen Hochschule in Berlin-Charlottenburg ein. 1928 nahm Rosbaud eine Stelle bei der Metallwirtschaft, einer damals neuen Wochenzeitschrift für Metallurgie, als wissenschaftlicher Berater an. Nach der Machtergreifung Hitlers kündigte er seinen bisherigen Job, da der Besitzer, Georg Lüttke, Nationalsozialist war.
Mit Hilfe des britischen Agenten Frank Foley, MI6 Stationschef in Berlin, schickte er 1938 seine jüdische Frau Hilde und seine einzige Tochter Angela nach Großbritannien. Rosbaud wurde ebenfalls nach England eingeladen, lehnte aber ab und versuchte weiterhin vor Ort das NS-Regime zu unterminieren. Mit Unterstützung von Foley half Rosbaud einigen anderen Familien vor den Nazis zu fliehen. Darunter war auch die Physikerin Lise Meitner.
Durch seine Arbeit beim Springer Verlag kannte Rosbaud die meisten Wissenschaftler in Deutschland, und als vermeintlicher Nationalsozialist konnte er die Alliierten mit wichtigen Geheimdienstinformationen versorgen, ohne Verdacht zu erregen.
Eine seiner ersten Aktionen war die Veröffentlichung von Otto Hahns Arbeiten im Bereich der Kernspaltung in der Zeitschrift „Die Naturwissenschaften“ im Januar 1939. Rosbaud war sich anscheinend der Gefahr bewusst, dass dieses Wissen für den Bau einer Atombombe verwendet werden könnte. Seine Veröffentlichung alarmierte die internationale Physikergemeinschaft und kann in direktem Zusammenhang mit Albert Einsteins Warnung über eine deutsche Atombombe in seinem Brief an Präsident Franklin D. Roosevelt gesehen werden.
In seinen Berichten informierte er die Briten über die Tatsache, dass Deutschland Raketen produzierte (V2) und dass Deutschlands Atombombenprogramm nicht erfolgreich war. Der britische Geheimdienst war in jenen Jahren, wie erst später bekannt wurde, vom sowjetischen Geheimdienst unterwandert. Es wird daher vermutet, dass Rosbauds Informationen auch an die Russen gelangten. Jedenfalls standen der Physiker  Nikolaus Riehl und Rosbaud im Frühjahr 1945 ganz oben auf der Fahndungsliste des sowjetischen Geheimdienstes NKWD. Rosbaud konnte sich zu den Amerikanern retten.
Viele seiner Berichte wurden von Kurieren der norwegischen Geheimdienstorganisation XU aus Deutschland geschmuggelt. Norwegische Studenten an technischen Schulen in Deutschland nahmen mit Rosbaud Kontakt auf und transportierten die Geheiminformationen ins besetzte Norwegen, von dort gelangten die Berichte über das neutrale Schweden nach England. Eine gewagte Route bezog einen Flug von Berlin nach Oslo mit ein, wobei Flughafentechniker an beiden Enden halfen, die Mikrofilme im Flugzeug zu verstecken.
Nach dem Krieg war er bei dem neu gegründeten Wissenschaftsverlag Butterworth-Springer in London (eine Gemeinschaftsgründung mit dem Springer Verlag), der von Robert Maxwell übernommen wurde und zu Pergamon Press wurde. Rosbaud hielt dabei ein Viertel (den Rest hielt Maxwell) und 1951 war er erster Direktor für das wissenschaftliche Verlagsprogramm, verließ aber nach einem Streit mit Maxwell den Verlag.
1961 erhielt er die John Torrance Tate Medal des American Institute of Physics.

## Schriften
- Ueber die Struktur der Aluminiumsilikate vom Typus Al2SiO5 und des Pseudobrookits. Stuttgart: Schweizerbart 1926; Berlin, Technische Hochschule, Diss., 1926
- Tabellen für die Bestimmung von Kristallstrukturen. Leipzig: Joh. Ambr. Barth 1926; zugl.: Darmstadt, Diss., 1925

## Einzelnachweis
1. ↑  Volker Wunderlich: "That was the basic radiobiology that was" – Karl Günther Zimmer zum 100. Geburtstag. Max-Delbrück-Centrum für Molekulare Medizin, 2011, abgerufen am 27. März 2025.

| Personendaten    | Personendaten                                                                          |
| ---------------- | -------------------------------------------------------------------------------------- |
| NAME             | Rosbaud, Paul                                                                          |
| KURZBESCHREIBUNG | österreichischer, während des Zweiten Weltkriegs Agent für den britischen Geheimdienst |
| GEBURTSDATUM     | 18. November 1896                                                                      |
| GEBURTSORT       | Graz                                                                                   |
| STERBEDATUM      | 28. Januar 1963                                                                        |
| STERBEORT        | London                                                                                 |